# Sisyphus maniti
Sisyphus maniti là một loài bọ cánh cứng trong họ Bọ hung (Scarabaeidae).